# Juan Manuel Sánchez Gordillo
Juan Manuel Sánchez Gordillo (Marinaleda, 5 de febrer de 1952) és un polític, sindicalista i professor d'història andalús, dirigent polític del Col·lectiu d'Unitat dels Treballadors - Bloc Andalús d'Esquerres (CUT-BAI) i d'Esquerra Unida (IU), així com sindical del Sindicat d'Obrers del Camp (SOC). Fou batlle municipal de Marinaleda entre el 6 de maig de 1979 i el 17 de juny de 2023.

## Biografia
Estretament vinculat amb el moviment nacionalista andalús, la lluita jornalera i la lluita obrera en general, és batlle municipal de Marinaleda (Sevilla) des de les primeres eleccions democràtiques després del franquisme, celebrades en 1979. Com a batlle impulsa una sèrie de polítiques d'esquerres, com ara l'ocupació de finques de terratinents per a crear ocupació.
A les eleccions de 2008 va ser elegit diputat del Parlament d'Andalusia per IU, representant la província de Sevilla. Així mateix és el Portaveu Nacional (màxim responsable) del partit polític CUT-BAI -integrant i fundador d'IU-, membre del Comitè Executiu del SOC i membre del Consell Polític Federal, la Presidència Executiva i la Comissió Permanent d'IU. Combina la seva activitat política i sindical amb el seu treball de professor d'història a l'institut de Marinaleda.

### Expropiació d'aliments
El 7 d'agost de 2012, juntament amb Diego Cañamero (SAT) i Pedro Romero (IU), batlle d'Espera i diputat provincial per Cadis, participà en un acte qualificat per ell mateix d'«expropiació alimentària»: uns 200 militants del SAT entraren en dos supermercats de la cadena Mercadona a Écija i de Carrefour a Arcos de la Frontera, ompliren carrets amb aliments bàsics (llegums, oli, sucre, llet, galetes) i marxaren sense pagar per tal d'entregar-los als Bancs d'Aliments de la zona. Sánchez Gordillo afirmà que la seva intenció era donar un «toc d'atenció» al fet que el 35% de les famílies andaluses estan sota el llindar de la pobresa, hi ha 1.250.000 aturats, 3 milions de pobres i 200.000 famílies amb tots els membres en l'atur i que no perceben cap ingrés. Els 12 carrets amb aliments extrets a Arcos de la Frontera, després d'un acord entre Carrefour i el SAT, han estat entregats a responsables dels ajuntaments de Bornos, Espera i Puerto Serrano. El fet ha rebut el suport de Gaspar Llamazares i ha estat condemnat pel president d'Andalusia, José Antonio Griñán.
Mesos després, el programa Salvados (LaSexta), presentat per Jordi Évole, s'interessà per la qüestió i se sumà a la reclamació que els aliments en desús, que Mercadona tirava a la brossa, fossin donats a entitats benèfiques que actuessin com a banc d'aliments per a la població més depauperada. Hores després de l'emissió el programa el 9 de novembre de 2012, es feu públic la signatura d'un conveni entre Mercadona i la Federació Espanyola de Bancs d'Aliments, per a la distribució entre la gent més necessitada dels queviures que l'empresa llençava als residus.